# Črmlja
Črmlja – wieś w Słowenii, w gminie Trnovska vas. W 2018 roku liczyła 100 mieszkańców.